# HMS Doris (1896)
«Доріс» (1896) (англ. HMS Doris (1896) — військовий корабель, бронепалубний крейсер типу «Екліпс» Королівського військово-морського флоту Великої Британії часів Першої світової війни.

## Історія створення
Бронепалубний крейсер «Доріс» закладений 29 серпня 1894 року на верфі компанії Naval Construction & Armaments Co. у Барроу-ін-Фернес. 3 березня 1896 року він був спущений на воду, а 18 листопада 1897 року увійшов до складу Королівських ВМС Великої Британії. 

## Історія служби
Крейсер брав участь у бойових діях на морі в Першій світовій війні, бився на Середземному морі.